# Richard Seeber
Richard Seeber (ur. 15 stycznia 1962 w Innsbrucku) – austriacki prawnik i polityk, poseł do Parlamentu Europejskiego VI i VII kadencji.

## Życiorys
Absolwent prawa (1984) i ekonomii (1988) na Uniwersytecie Leopolda i Franciszka w Innsbrucku. Praktykował jako prawnik, był też etatowym pracownikiem Izby Gospodarczej Tyrolu (w latach 1991–1995), następnie przez dziewięć lat zajmował stanowisko dyrektora przedstawicielstwa Tyrolu przy Unii Europejskiej w Brukseli.
W 2004 z listy Austriackiej Partii Ludowej został wybrany do Parlamentu Europejskiego. W VI kadencji PE przystąpił do grupy Europejskiej Partii Ludowej i Europejskich Demokratów, pracował m.in. w Komisji Petycji. W 2009 skutecznie ubiegał się o reelekcję.